# Illnau-Effretikon
Illnau-Effretikon (do 1974 Illnau, gzu. Illau) – miasto i gmina (Politische Gemeinde) w północnej Szwajcarii, w kantonie Zurych, w okręgu (Bezirk) Pfäffikon. 1 stycznia 2016 do miasta przyłączono gminę Kyburg.  

## Demografia
W Illnau-Effretikon mieszkają 17 564 osoby. W 2022 roku 28,1% populacji gminy stanowiły osoby urodzone poza Szwajcarią.

## Współpraca
Miejscowości partnerskie:
- Calanca, Gryzonia
- Großbottwar, Niemcy
- Mont-sur-Rolle, Vaud
- Orłowa, Czechy

## Transport
Przez teren miasta przebiegają autostrady A1 i A4 oraz drogi główne nr 339, nr 345 i nr 346.